# Henry Breckinridge

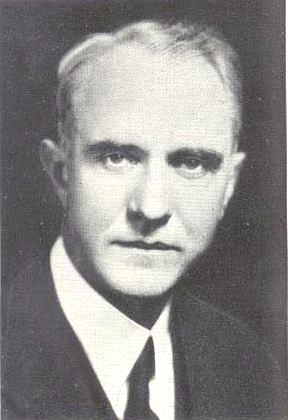
Henry Breckinridge

Henry Skillman Breckinridge (* 25. Mai 1886 in Chicago, Illinois; † 2. Mai 1960 in New York City) war ein US-amerikanischer Jurist, Fechter und Politiker. Bekannt wurde er 1932 als Anwalt während der Entführung des Lindbergh-Babys und 1936 als erfolgloser Gegenkandidat von US-Präsident Franklin D. Roosevelt bei den Vorwahlen der Demokratischen Partei.

## Biografie
Breckinridge stammte aus der prominenten Breckinridge-Familie; sein Vater war Joseph Cabell Breckinridge Sr., zuletzt Brigadegeneral und Generalinspekteur der United States Army. Er studierte Rechtswissenschaften an der Princeton University und der Harvard Law School. Von 1913 bis 1916 war er als Demokrat United States Assistant Secretary of War unter Präsident Woodrow Wilson im US-Kriegsministerium.
Im Ersten Weltkrieg diente er als Kommandeur eines Bataillons. Er wurde zuletzt als Oberst in der Armee geführt. Nach 1918 war er als prominenter Anwalt in New York tätig. Er vertrat  1932 als Anwalt Charles Lindbergh während des Prozesses um die Entführung und Ermordung des Lindbergh-Babys gegen den Täter Bruno Richard Hauptmann.
Er war Mitglied des Fechtteams bei den Olympischen Sommerspielen 1920 und den Olympischen Sommerspielen 1928. Bei den Spielen von 1920 gewann er die Bronzemedaille mit der US-Florettmannschaft und er war 1928 Kapitän der US-Mannschaft. Mit der Florettmannschaft und der Degenmannschaft erreichte er 1928 jeweils den fünften Platz.
Breckinridge war ein entschiedener Gegner der sozialen Reformpolitik des New Deals in den USA. Er war 1936 der einzige ernsthafte Gegenkandidat von Roosevelt bei den Präsidentschaftsvorwahlen der Demokraten. Der sehr beliebte Roosevelt konnte sich aber sicher mit 4,8 Mio. Stimmen gegen nur 0,14 Mio. Stimmen für Breckinridge durchsetzen. Er unterstützte danach den republikanischen erfolglosen Gegenkandidat Alf Landon bei der Präsidentschaftswahl in den Vereinigten Staaten 1936.
Breckinridge war drei Mal verheiratet; seit 1927 in zweiter Ehe mit Aida de Acosta, die um 1903 als erste Frau im Alleinflug ein motorgetriebenes Luftschiff steuerte. Er hatte drei Töchter; Elizabeth Foster Breckinridge (1911–2005), eine soziale  Philanthropin, war mit dem Anwalt John Stephens Graham verheiratet, der u. a. United States Assistant Secretary der Schatzkammer war. Der Breckinridge Peak, ein Berg in der Antarktis, trägt seinen Namen.

## Werke
- shall not perish. Scribner Press, 1941.